# 桂木ななえ
桂木 ななえ（かつらぎ ななえ、1978年5月25日 - ）は、日本のAV女優。リズムプロモーション所属。

## 略歴・人物
2019年2月、マドンナの専属女優「樫村ゆり子（かしむら ゆりこ）」としてAVデビュー。LINX所属。
専属での出演は1本のみで、以降は専属を離れ企画女優として活動。
2019年12月23日、公式ツイッターで所属事務所をリズムプロモーション移し「桂木ななえ」に改名したことを報告。

## 出演作品

### アダルトDVD
2019年
- 20代からスタイル維持!! 美尻自慢の細美アラフォー人妻 樫村ゆり子 41歳 約5年ぶりのSEXにアヘアヘ絶頂AVデビュー!!（2月25日、マドンナ）
- 清純妻の卑猥な腰つき 「こんなに乱れたの初めて〜!」（4月30日（レンタル）/6月28日（セル）、アテナ映像）
- 「母親を興奮させてどうするの?」 息子の勃起に欲情した母親が本気でねだる!! 近親○姦生中出し 7（5月10日、ホットエンターテイメント）
- 同窓会 久しぶりに再会した 人妻の熟した陰部を… 片思いだった同級生(美熟女)を強引に…（5月30日（レンタル）/7月26日（セル）、アテナ映像）
- 日帰り温泉 熟女色情旅 #006（5月31日、ゴーゴーズ）※「貴美香(仮)」名義
- 試着室で人妻店員にチ○ポ出して裾上げをお願いしたら（8月20日、スターパラダイス）
- 自分より年下のイケメン男にナンパされたおばさんは強引な誘いに「少しだけなら付き合ってあげる」なんていいながらも内心嬉しく少しどころかキスをされたら欲望スイッチが入ってしまい…（8月27日、グラフィティジャパン）
- 夫と電話中に…息子のチ○ポをしゃぶる母（10月20日、スターパラダイス）
- 久々な突然の接吻に未亡人は… 2章（10月27日、グラフィティジャパン）

2020年
- 凄エグ熟女!! 普通のおばさんの変態願望、叶えます。 熟女達の知られざる乱痴気変態セックス!（1月25日、グラフィティジャパン）
- 「夫が死んで以来のセックスなんです…」 欲求不満な未亡人は久しぶりの激ピストンに体が反り返るほど何度も何度も絶頂を…（3月13日、日本橋映像）